# 螫冰魚
螫冰魚為輻鰭魚綱鱸形目南極魚亞目鱷冰魚科的其中一種，分布於南冰洋海域，棲息深度300-800公尺，體長可達29公分，為底棲性魚類，屬肉食性，生活習性不明，沒有商業價值。